# Вільям Катт
Вільям Теодор Катт (нар. 16 лютого 1951) — американський актор і музикант. Він найбільш відомий своєю головною роллю Ральфа Хінклі/Генлі в телесеріалі ABC «Найбільший американський герой» (1981–83).
Катт вперше став відомий завдяки ролі Томмі Росса, нещасливого випускного вечора Керрі Вайт в оригінальній кіноверсії «Керрі» (1976). Згодом він знявся в таких фільмах, як «Перше кохання» (1977), «Велика середа» (1978) і «Бутч і Санденс: Перші дні» (1979). Між 1985 і 1988 роками він знявся в дев'яти телевізійних фільмах про Перрі Мейсона разом зі своєю матір'ю Барбарою Гейл, яка повторила роль Делли Стріт з телесеріалу "Перрі Мейсон"

## Раннє життя
Катт народився в Лос-Анджелесі в сім'ї акторів Білла Вільямса (ім'я при народженні — Герман Август Вільгельм Катт) і Барбари Хейл. Він виріс у долині Сан-Фернандо і почав зніматися в підлітковому віці, іноді з'являючись разом зі своїми батьками. Він закінчив Академію сухопутних військ і флоту в Карлсбаді, Каліфорнія.

## Кар'єра
Катт навчався в коледжі Orange Coast, перш ніж почати кар'єру музиканта. Натхненний своїм батьком, він почав акторську кар'єру, з'являючись у літньому театрі та невеликих телевізійних ролях. Серед його ранніх фільмів — роль спортсмена Томмі Росса в адаптації фільму жахів Брайана Де Пальми «Керрі» 1976 року, яка дозволила Катту зробити собі ім'я. У 1978 році він з'явився в ролі Барлоу, молодого серфінгіста, у драматичному фільмі Джона Міліуса «Велика середа» разом з Джаном-Майклом Вінсентом і Гері Б'юзі. Його матір'ю в цьому фільмі була його справжня мати, Барбара Хейл. Наступного року він зіграв роль Санденса Кіда у фільмі 1979 року «Бутч і Санденс: Перші дні». Роль у «Великій середі» зробила його настільки відомим серед серфінгістів, що в 2004 році він вручив одну з нагород Асоціації професіоналів серфінгу на щорічній церемонії World Championship Tour під бурхливі оплески натовпу професійних серферів. Катт пояснив у 1979 році в інтерв'ю критику Роджеру Еберту, що він тримався лише тих частин, які були йому особисто цікаві.
У грудні 1975 року Катт пройшов прослуховування на роль Люка Скайвокера в науково-фантастичному блокбастері 1977 року «Зоряні війни. Епізод IV: Нова надія», і кадри його прослуховування були представлені в багатьох документальних фільмах про «Зоряні війни». Його серйозно розглядали на цю роль, і вона дісталася Марку Хеміллу, а Кетт замість цього року знявся в Першому коханні, граючи студента коледжу, який переживає свої перші романтичні стосунки.
У 1981 році Катт отримала головну роль у екранізованій версії бродвейської музичної комедії «Піпін», яка отримала неоднозначні відгуки. Однак того року він здобув свою найбільш запам'ятану роль у ролі Ральфа Хінклі, м'якого шкільного вчителя, якому інопланетяни надали надпотужний костюм у популярному телесеріалі «Найбільший американський герой». Цю роль він грав до скасування серіалу в 1983 році. ветерана актора Роберта Калпа, шоу зберігає культову базу шанувальників. Його тематична пісня «Believe It or Not», написана Майком Постом, також стала хітом у музичних чартах. У 1982 році завдяки успіху першого сезону «Найбільшого американського героя» Катт підписав контракт з MCA та випустив софт-роковий альбом «Secret Smiles» під ім'ям Біллі Катт.
Після «Найвидатнішого американського героя» Катт знявся у фільмі «Крихітка: Таємниця втраченої легенди» (1985), про дослідників, які шукають апатозаврів в Африці, і культовому фільмі жахів/комедії «Будинок» (1986); пізніше він повторив свою роль у третьому сиквелі «Будинок IV» у 1992 році. Між 1985 і 1988 роками Катт зіграв у дев'яти телефільмах Перрі Мейсона, зігравши роль приватного детектива Пола Дрейка-молодшого, сина Пола Дрейка, вигаданого приватного детектива. У телесеріалі «Перрі Мейсон» і серії детективів «Перрі Мейсон», написаних Ерлом Стенлі Гарднером, Катт знявся разом зі своєю матір'ю Барбарою Хейл, яка повторила свою роль Делли Стріт з телесеріалу Перрі Мейсон. Катт знявся в телесеріалі 1989 року «Вершина пагорба» і з'явився гостем в першому епізоді короткочасного серіалу «Хороший спорт» 1991 року.
Катт продовжує з'являтися на телебаченні та в ролях у фільмах другого плану, а також виконує озвучку. Він з'явився в епізоді серіалу «Доктор Хаус» у 2006 році. Останніми роками він повернувся до жанрової роботи, з'явившись у серіалах «Андромеда» та «Ліга справедливості», а також у фільмах «Гамери» (2006), які отримали нагороди, «Людина із Землі» (2007) та Чужий проти Мисливця (2007).
Катт ненадовго з'явився в 3 сезоні «Героїв» у «Ефекті метелика» як допитливий репортер, який розслідує персонажа Алі Лартер. Він зіграв Джека Метісона в трилері «Дзеркала 2».  У 2010 році під час 6 сезону Катт зіграв гостем роль рідного батька музиканта Сі Джея Пейна в епізоді «Хто зараз твій тато?» у комедії Тайлера Перрі «Будинок Пейна».
Катт також написав комікс «Найвеличніший американський герой» і зробив внесок у сторінку цієї серії у Facebook.
У 2013 році Катт зіграв самого себе в пародійному фільмі про паранормальні явища режисера Кевіна Фарлі. У 2014 році він з'явився в The Unwanted. У 2020 році він з'явився у The 2nd.

## Особисте життя
Катт одружився з Деборою Кахане в 1979 році, і вони мають двох синів, Клейтона та Емерсона. Вони розлучилися в 1992 році 
Він одружився з Даніель Гірш у 1993 році і має від неї доньку Дакоту, а також пасинка Ендрю.

## Вибрана фільмографія

### Фільм
| рік      | Назва                                            | Роль                     | Примітки      |
| -------- | ------------------------------------------------ | ------------------------ | ------------- |
| 1971 рік | Пізня Ліз                                        | Пітер Аддамс             | Кінодебют     |
| 1976 рік | Керрі                                            | Томмі Росс               |               |
| 1977 рік | Перше кохання                                    | Елгін Сміт               |               |
| 1978 рік | Велика середа                                    | Джек Барлоу              |               |
| 1979 рік | Бутч і Санденс: перші дні                        | Санденс Кід              |               |
| 1985 рік | Baby: Secret of the Lost Legend                  | Джордж Луміс             |               |
| 1986 рік | Будинок                                          | Роджер Кобб              |               |
| 1988 рік | Білий привид                                     | Стів Шепард              |               |
| 1989 рік | Наростаючий шторм                                | Елліот Кропфельд         | Не зазначений |
| 1989 рік | Обручка                                          | Маршал Роман             |               |
| 1990 рік | Оголена одержимість                              | Франклін Карлайл         |               |
| 1991 рік | Останній дзвінок                                 | Пол Евері                |               |
| 1992 рік | Будинок IV: Повернення власності                 | Роджер Кобб              | Пряме відео   |
| 1992 рік | Double X: Назва гри                              | Майкл Купер              |               |
| 1993 рік | Відчайдушний мотив                               | Річард Салліван          |               |
| 1994 рік | Кіборг 3: Переробник                             | Без кофеїну              | Пряме відео   |
| 1994 рік | Газетник                                         | Браян                    |               |
| 1994 рік | Незнайомець вночі                                | Трой Руні                | Пряме відео   |
| 1994 рік | Платна будка                                     | Ваггі                    |               |
| 1995 рік | Проблемна дитина 3: закоханий молодший           | Бен Хілі мол.            | Пряме відео   |
| 1996 рік | Татусева донька                                  | Дон Мітчелл              |               |
| 1997 рік | u'Bejani                                         | Батько Боб               |               |
| 1997 рік | Вдарений                                         | сержант Ніктаукус        | Короткий      |
| 1998 рік | Гіацинт                                          | Енді Гілліс              |               |
| 1998 рік | Смертельна гра, вона ж Спіймай мене, якщо зможеш | Жан Бенуа                |               |
| 1999 рік | Твін-Фоллз, Айдахо                               | Хірург                   |               |
| 1999 рік | Щелеполомка                                      | Містер Перр              |               |
| 2000 рік | Чистий і вузький                                 | Джордж                   | Директор      |
| 2000 рік | Навчання серфінгу                                |                          |               |
| 2001 рік | Схема                                            | Джино                    |               |
| 2002 рік | Острів Зміїний                                   | Малкольм Пейдж           |               |
| 2002 рік | Топтаючись по воді                               | Інвестор                 |               |
| 2003 рік | Нащадок                                          | Доктор Том Мюррей        |               |
| 2005 рік | Кінець річки                                     | Ед Кеннеді               | Директор      |
| 2006 рік | Геймери                                          | Бос Різа                 |               |
| 2006 рік | Перепустка за лаштунки                           | Курт Вілсон              | Пряме відео   |
| 2007 рік | Людина із Землі                                  | ст                       |               |
| 2007 рік | AVH: Чужий проти Мисливця                        | Лі Касслер               | Пряме відео   |
| 2008 рік | Велика гра                                       | Дейв                     |               |
| 2008 рік | Красива невдаха                                  | Отець Юм                 |               |
| 2009 рік | мертва країна                                    | Шив                      |               |
| 2010 рік | землянин                                         | Райан Доннеллі           |               |
| 2010 рік | супер                                            | сержант Фіцгібон         |               |
| 2010 рік | Дзеркала 2                                       | Джек Метісон             | Пряме відео   |
| 2010 рік | Чиста країна 2: Подарунок                        | Зима                     |               |
| 2011 рік | Тоні Дюран на біс                                | Арт Сміт                 |               |
| 2011 рік | Stok Stalk Stock                                 | Совість                  |               |
| 2012 рік | солодка вода                                     | Дін Тейлор               |               |
| 2013 рік | Іскри                                            | Матанса                  |               |
| 2013 рік | .357                                             | Маленькі                 |               |
| 2013 рік | Паранормальне кіно                               | Рахунок за гостя будинку |               |
| 2013 рік | Таємне життя дурків                              | Містер Томас Гібсон      |               |
| 2014 рік | Небажаний                                        | Троя                     |               |
| 2015 рік | Підземний                                        | Мокенрю                  |               |
| 2017 рік | Людина із Землі: Голоцен                         | Доктор Арт Дженкінс      |               |
| 2018 рік | Інша сторона вітру                               | Людина у ванній кабінці  |               |
| 2020 рік | 2-й                                              | Сенатор Боб Джефферс     |               |
| 2021 рік | Перевиконання                                    | Детектив Ед Доббс        |               |
| 2022 рік | Переслідування                                   | Тай Біггс                |               |

### Телебачення[9]
| рік            | Назва                          | Роль                             | Примітки                                       |
| -------------- | ------------------------------ | -------------------------------- | ---------------------------------------------- |
| 1981-1983 роки | Найбільший американський герой | Ральф Хінклі                     | Головна роль                                   |
| 1994 рік       | Аніманіяки                     | Доктор Рома                      | Озвучка, епізод: «No Face Like Home»           |
| 1994 рік       | Бетмен: мультсеріал            | Zowie                            | Озвучка, епізод: «Reddler's Reform»            |
| 2001 рік       | Ліга Справедливості            | Скотт Мейсон / Зелений гвардієць | Озвучка, епізод: «Легенди»                     |
| 2008 рік       | Бетмен: Хоробрий і сміливий    | Яструбиний чоловік               | Озвучка, епізод: "Золотий вік справедливості!" |

### Відеоігри
| рік      | Назва                                     | Роль               | Примітки |
| -------- | ----------------------------------------- | ------------------ | -------- |
| 2010 рік | Batman: The Brave and the Bold – відеогра | Яструбиний чоловік | Голос    |

## Зовнішні посилання
- Аудіоінтерв’ю з Вільямом Каттом на сайті коміксів comiXology
- Вільям Катт на сайті IMDb
- Вільям Катт на AllMovie